# Överförmyndare
I varje svensk kommun ska det finnas en överförmyndare eller en överförmyndarnämnd med uppgift att utöva tillsyn över förmyndares, förvaltares och gode mäns förvaltning och efter ansökan eller anmälan utreda behovet av nämnda insatser. Detta för att inte rättsförluster skall uppstå för dem som av olika anledningar inte kan förvalta sin egendom, föra sin talan och tillvarata sina rättigheter. 
Överförmyndaren utses av kommunfullmäktige och verksamheten styrs av föräldrabalken. Överförmyndarens verksamhet står i sin tur under tillsyn av Länsstyrelsen och besluten kan överklagas hos tingsrätten. I större kommuner har överförmyndaren tillgång till ett kansli med handläggare. I mindre kommuner är det vanligt med samverkan med andra kommuner genom gemensam nämnd och förvaltning.
Verksamheten omfattar: 
- tillsyn över förmyndare, till exempel om motstridiga intressen finns mellan en förälder och en omyndig vid en bouppteckning,
- tillsyn över gode män för ensamkommande barn[1]
- tillsyn över gode män för myndiga som på grund av till exempel sjukdom inte kan ta vara på sina tillgångar eller föra sin talan
- och om detta ej är tillräckligt förvaltarskap där personen i fråga förlorar sin rättshandlingsförmåga.
- utfärdande av förvaltarfrihetsbevis.[2]

I uppdraget ligger också att tillse att gode män och förvaltare erbjuds den utbildning som behövs.